# Szóbeszéd (film)
A Szóbeszéd (eredeti cím: Something to Talk About)  1995-ben bemutatott amerikai filmvígjáték-dráma, melyet Callie Khouri forgatókönyvéből Lasse Hallström rendezett. A film zenéjét Hans Zimmer szerezte. A főbb szerepekben Julia Roberts, Dennis Quaid, Kyra Sedgwick, Robert Duvall és Gena Rowlands látható.
Az Amerikai Egyesült Államokban 1995. augusztus 4-én bemutatott film megosztotta a kritikusokat. Alakításáért Kyra Sedgwick legjobb női mellékszereplőként Golden Globe-jelölést kapott.

## Cselekmény
A film egy látszólag tökéletes házasságban élő nőről szól, aki férje hűtlensége miatt kénytelen átértékelni eddigi életét.

## Szereplők
| Szerep                      | Színész       | Magyar hang    |
| --------------------------- | ------------- | -------------- |
| Grace King Bichon           | Julia Roberts | Vándor Éva     |
| Eddie Bichon                | Dennis Quaid  | Harmath Imre   |
| Wyly King                   | Robert Duvall | Barbinek Péter |
| Emma Rae King               | Kyra Sedgwick | Csere Ágnes    |
| Georgia King                | Gena Rowlands | Tordai Teri    |
| Caroline „Doodlebug” Bichon | Haley Aull    | Szabó Luca     |
| Jamie Johnson               | Brett Cullen  | Balázsi Gyula  |

## Fordítás
- Ez a szócikk részben vagy egészben  a   Something to Talk About (film) című angol Wikipédia-szócikk fordításán alapul.  Az eredeti cikk szerkesztőit annak laptörténete sorolja fel. Ez a jelzés csupán a megfogalmazás eredetét és a szerzői jogokat jelzi, nem szolgál a cikkben szereplő információk forrásmegjelöléseként.